# En samling
En samling är ett samlingsalbum av Ainbusk som släpptes i oktober 2003.

## Låtlista
| Nr           | Titel                                     | Kompositör                                             | Längd   |
| ------------ | ----------------------------------------- | ------------------------------------------------------ | ------- |
| 1.           | Min Gud                                   | Anders Lundquist / Josefin Nilsson                     | 3:45    |
| 2.           | Om du nånsin börjar tveka                 | Nils Erikson                                           | 3:44    |
| 3.           | Lassie                                    | Benny Andersson / Marie Nilsson-Lind                   | 4:15    |
| 4.           | Älska Mig                                 | Benny Andersson                                        | 4:25    |
| 5.           | Förevigt nu (Forever Young)               | Marian Gold / Bernhard Lloyd / Frank Mertens           | 5:45    |
| 6.           | Stolt att vara kvinna                     | Roger Gustafsson / Josefin Nilsson                     | 3:41    |
| 7.           | Kom så far vi härifrån                    | Anders Lundquist / Josefin Nilsson                     | 3:53    |
| 8.           | Säg vad kärlek är                         | Anders Lundquist / Josefin Nilsson                     | 4:39    |
| 9.           | Honung och salt                           | Magnus Lind                                            | 3:59    |
| 10.          | Varje steg du tar (Every Breath You Take) | Sting                                                  | 4:53    |
| 11.          | Gunatt                                    | Bjørn Jens Kristiansen                                 | 2:33    |
| 12.          | Under stjärnorna                          | Marie Nilsson-Lind / Josefin Nilsson / Erik Norberg    | 5:11    |
| 13.          | Fält av guld (Fields of Gold)             | Sting                                                  | 4:55    |
| 14.          | Till dej                                  | Fredrik Jonsson / Marie Nilsson-Lind / Josefin Nilsson | 4:02    |
| 15.          | Som när pojkar vågar gråta                | Fredrik Jonsson / Marie Nilsson-Lind / Josefin Nilsson | 3:35    |
| 16.          | Jag har gått inunder stjärnor             | Fredrik Jonsson                                        | 3:35    |
| 17.          | Allt gott (My Best to You)                | Isham Jones / Gene Willadsen                           | 3:54    |
| Total längd: | Total längd:                              | Total längd:                                           | 1:10:44 |

## Listplaceringar
| Lista (2003) | Topplacering |
| ------------ | ------------ |
| Sverige      | 27           |